# Union Ryga
RV Union Ryga (łot. RV Union (Rīga)) – łotewski klub piłkarski z siedzibą w stolicy kraju, mieście Ryga, działający w latach 1907–1939. Odrodzony w 2022 jako FK Union.

## Historia
Chronologia nazw:
- 1907: RV Union Ryga (łot. RV Union (Rīga))
- 1939: klub rozwiązano
- 2022: FK Union Ryga (łot. FK Unions (Rīga))

Klub piłkarski RV Union został założony w Rydze jesienią 1907 roku przez Stowarzyszenie Cyklistów w Rydze (RV - Rīgas Vilki), które powstało w 1893 roku, i reprezentował lokalną społeczność Niemców bałtyckich. Stało się to niedługo po założeniu brytyjskiego British FC (w skrócie BFC). Dlatego Union jest uważany za drugi najstarszy klub piłkarski na terenie dzisiejszej Łotwy, znajdującej się wtedy w granicach Imperium Rosyjskiego. W 1908 roku zespół startował w pierwszych Mistrzostwach Ryskiej Ligi Piłki Nożnej, przegrywając w finale 0:5 z British FC. W 1909 po raz pierwszy został mistrzem wygrywając 4:1 z British FC. W 1910 roku klub był jedną z trzech drużyn grających w nowo powstałej Ryskiej Lidze Piłkarskiej, obok BFC i SV Kaiserwald. Chociaż BFC wyraźnie wygrało turniej, zespół został później zdyskwalifikowany, a Union został ogłoszony zwycięzcą. Union wygrał także pierwszy Puchar Rygi w piłce nożnej, który odbył się w tym samym roku. W 1912 zdobył swój trzeci tytuł mistrzowski. W 1915 po 5 meczach dzielił pierwsze miejsce w tabeli z Britanią FC. Jednak ze względu na szybko zbliżającą się linię frontu I wojny światowej kolejne rozgrywki zostały odwołane.
Ze względu na I wojnę światową i walkę o niepodległość, aż do 1920 roku na Łotwie nie grano regularnie w piłkę nożną. Union był następnie jednym z klubów sportowych, które zostały przywrócone po ogłoszeniu niepodległości Łotwy. W 1921 roku klub ponownie wziął udział w pierwszych Mistrzostwach Łotwy. Po sześciu meczach zajmował przedostatnią trzecią pozycję w tabeli. Jednak ze względu na szybko zbliżającą się zimę sezon nigdy nie dokończono.
W następnym 1922 roku zespół zajął czwarte miejsce w najwyższej klasie rozgrywkowej Mistrzostw Rygi (na 5 drużyn). Kilku czołowych zawodników opuściło klub po sezonie, zasilając ASK Ryga. W 1923 roku zespół zajął ostatnie miejsce w lidze i spadł do niższej ligi.
Od tego czasu klub grał w drugiej lidze miejskiej Rygi, aż do powstania Virslīgi w 1927 roku, w której mogły brać udział także kluby spoza Rygi. Regulamin przewidywał wówczas, że najlepsze drużyny z klasy A Ligi Ryskiej muszą awansować do Virslīgi, a drużyna z drugiego miejsca rozegrać mecze barażowe. W 1929 roku Union zajął drugie miejsce w klasie A (z taką samą liczbą punktów jak Riga Wanderer). Kolejne mecze play-off ze zwycięzcą Prowincji zakończyły się sukcesem (5:0 z Cēsu SB) i tak Union po raz pierwszy wystąpił w Virslīdze w 1930 roku.
W swoim pierwszym roku w najwyższej lidze zespół zajął czwarte miejsce. W następnym 1931 roku awansował na trzecie miejsce w tabeli. W kolejnych latach klub systematycznie podupadał. W 1935 roku Union spadł z Virslīgi po szczególnie rozczarowującym sezonie. Klub grał ponownie w I lidze miejskiej Rygi do 1939 roku. W 1939 roku, po wysiedleniu Niemców bałtyckich w ramach paktu Ribbentrop-Mołotow, w wyniku którego wielu zawodników opuściło kraj, klub został rozwiązany.
W lutym 2022 roku Bogdans Ņesterenko i Voldemārs Baroniņš założyli klub piłkarski FK Union, który uważa się za następcę klubu założonego w 1907 roku. Klub z Rygi złożył wniosek o udział w strefie środkowej 3.līgi (D4). W sezonie 2023 zespół zajął 3. miejsce w finale ligi, co pozwoliło klubowi zakwalifikować się do 2.līgi.

## Barwy klubowe, strój, herb, hymn
|  |

Klub ma barwy niebieskie. Piłkarze domowe spotkania zazwyczaj grali w niebieskich koszulkach, niebieskich spodenkach oraz niebieskich getrach.

## Sukcesy

### Trofea międzynarodowe
Nie uczestniczył w rozgrywkach europejskich (stan na 31-05-2024).

### Trofea krajowe
| \| \| Zdobyte trofea w rozgrywkach Łotwy (stan na: 31-05-2024) \| |                                                          |      |          |
| Rozgrywki                                                         | Osiągnięcie                                              | Razy | Sezon(y) |
| Mistrzostwo                                                       | I miejsce                                                | 0    |          |
| Mistrzostwo                                                       | II miejsce                                               | 0    |          |
| Mistrzostwo                                                       | III miejsce                                              | 1    | 1931     |
| · Puchar                                                          | zdobywca                                                 | 0    |          |
| · Puchar                                                          | finalista                                                | 0    |          |
| II liga                                                           | I miejsce                                                | 0    |          |
| II liga                                                           | II miejsce                                               | 2    | 1929     |
| II liga                                                           | III miejsce                                              | 0    |          |
| Łotwa                                                             | Zdobyte trofea w rozgrywkach Łotwy (stan na: 31-05-2024) |      |          |

- Ryska Liga Piłki Nożnej:
  - mistrz (3): 1909, 1910, 1912
  - wicemistrz (2): 1908, 1911, 1915
- Puchar Rygi:
  - zdobywca (1): 1910

## Poszczególne sezony

### Rozgrywki międzynarodowe

#### Europejskie puchary
Klub nigdy nie uczestniczył w rozgrywkach europejskich.

### Rozgrywki krajowe
| \| Łotwa \| Bilans występów klubu w rozgrywkach piłkarskich Łotwy (Stan na 31 maja 2024 r.) \| \| |                                                                                 |        |       |   |   |   |    |    |     |                      |        |        |      |
| Poziom                                                                                            | Rozgrywki                                                                       | Sezony | Mecze | Z | R | P | B+ | B– | Pkt | Lata                 | Awanse | Spadki | Naj. |
| I                                                                                                 | Virslīga                                                                        | 9      |       |   |   |   |    |    |     | 1921–1923, 1930–1935 | 0      | 2      | 3    |
| II                                                                                                | Pirmā līga                                                                      | 9      |       |   |   |   |    |    |     | 1924–1929, 1936–1939 | 1      | 0      | 2    |
| III                                                                                               | 2. līga                                                                         | 1      |       |   |   |   |    |    |     | 2024                 | 0      | 1      | 6    |
|                                                                                                   | Puchar Rygi                                                                     | 4      |       |   |   |   |    |    |     | 1910–1913            | 0      | 0      | 1    |
| Łotwa                                                                                             | Bilans występów klubu w rozgrywkach piłkarskich Łotwy (Stan na 31 maja 2024 r.) |        |       |   |   |   |    |    |     |                      |        |        |      |

## Struktura klubu

### Stadion
Drużyna rozgrywa swoje mecze domowe w Rydze na stadionie RTU, który może pomieścić 1.000 widzów. Początkowo grał na stadionie szkoły średniej w Rydze Ostvald. Siedzibą pierwotnego klubu był stadion "Union" przy Elizabetes iela w centrum Rygi, gdzie od 1974 roku stoi biurowiec World Trade Center Ryga.

## Kibice i rywalizacja z innymi klubami

### Derby
- Britannia FC
- FK Ķeizarmežs